# Eberhard Preußner
Eberhard Preußner   (Słupsk, 22 de maig de 1899 - Múnic, 15 d'agost de 1964) professor i pedagog musical.
Nascut a Słupsk, Preußner era el segon dels tres fills d'Oskar i Jenny Preußner. Va passar la seva infantesa i joventut a Stettin, on el seu pare va ser director de la Bismarck-Oberrealschule allà. Eberhard Preußner va assistir al "Marienstiftsgymnasium" [de] a Stettin. Del 1916 al 1918, va militar com a soldat a la Primera Guerra Mundial. Després de la guerra, va estudiar a la "Universität der Künste Berlin" i a la "Humboldt-Universität zu Berlin", on es va doctorar el 1924 amb la dissertació Die Methodik im Schulgesang der evangelischen Lateinschulen des 17. Jahrhunderts. Es va dedicar a l'educació musical. El 1928 es va convertir en editor de la revista "Die Musik" i va treballar fins al 1934 amb Leo Kestenberg a l'Institut Central de Berlín per a l'Ensenyament i professorat, des de 1930-1944, va ser editor de la revista musical "Die Musikpflege".
Després de la presa del poder pels nazis, va ser membre del Reichsmusikkammer. El 1939, Preußner va anar al Mozarteum de Salzburg, on va ser professor i director gerent i va dirigir l'oficina de concerts de la ciutat. El 1945 va treballar per primera vegada a la "Volkshochschule"" de Salzburg, però va continuar donant classes com a professor d'història de la música i educació musical al Mozarteum, on va ser nomenat professor extraordinari el 1949 després d'haver acceptat la ciutadania austríaca. El 1959, Preußner va esdevenir professor titular, president de l'Acadèmia de Música i Arts Escèniques, director de l'Acadèmia Internacional d'Estiu Mozarteum Salzburg, secretari general de l'Associació Europea de Conservatoris i editor de la bibliografia pedagògica musical. A més de diversos professors convidats als Estats Units, Preußner es va convertir en membre de la junta directiva del Festival de Salzburg de 1960.
Va rebre nombrosos premis, com la Decoració d'Honor pels Serveis a la República d'Àustria el 1957 i la Decoració Austríaca de Ciència i Art el 1964. Preußner era el padrí del violoncel·lista Wolfgang Boettcher, que més tard es va casar amb la seva neboda Regine Vollmar.
Preußner va morir a Múnic als 75 anys.

## Publicacions
- Musikgeschichte des Abendlandes Eine Betrachtung f.d. Musikliebhaber.[3]
- Allgemeine Pädagogik und Musikpädagogik. Leipzig 1929.
- Die musikalischen Reisen des Herrn v. Uffenbach. Reisetagebuch 1712–1716. Kassel und Basel 1949.
- Allgemeine Musikerziehung. Heidelberg 1959.
- Wie studiere ich Musik? Heidelberg 1962.